# 大礁
大礁，為台灣澎湖縣白沙鄉的一個島嶼，面積約0.0068平方公里。島嶼位在澎湖跨海大橋稍北方，較靠近白沙鄉通梁村。大礁為一海蝕平台岩礁。
大礁和流迴礁之間海域，為澎湖六天險「一磽、二吼、三西流、四鵝鼻頭、五潭門、六東吉」中，排名第二危險的「吼門水道」急流海域，常發生船隻觸礁擱淺事件。近年來於此島增設導航標誌燈，以確保船隻安全。